# 龙武镇
龙武镇，是中华人民共和国云南省红河哈尼族彝族自治州石屏县下辖的一个乡镇级行政单位。

## 行政区划
龙武镇下辖以下地区：
龙武村、脚白母村、大炼庄村、柏木租村、方丈村、育英村、法乌村、他乌德村、石岩头村、坡头甸村、昌明村、宜其达村、旧沙村和龙车村。